# Die Wunderblume auf der Planlohe

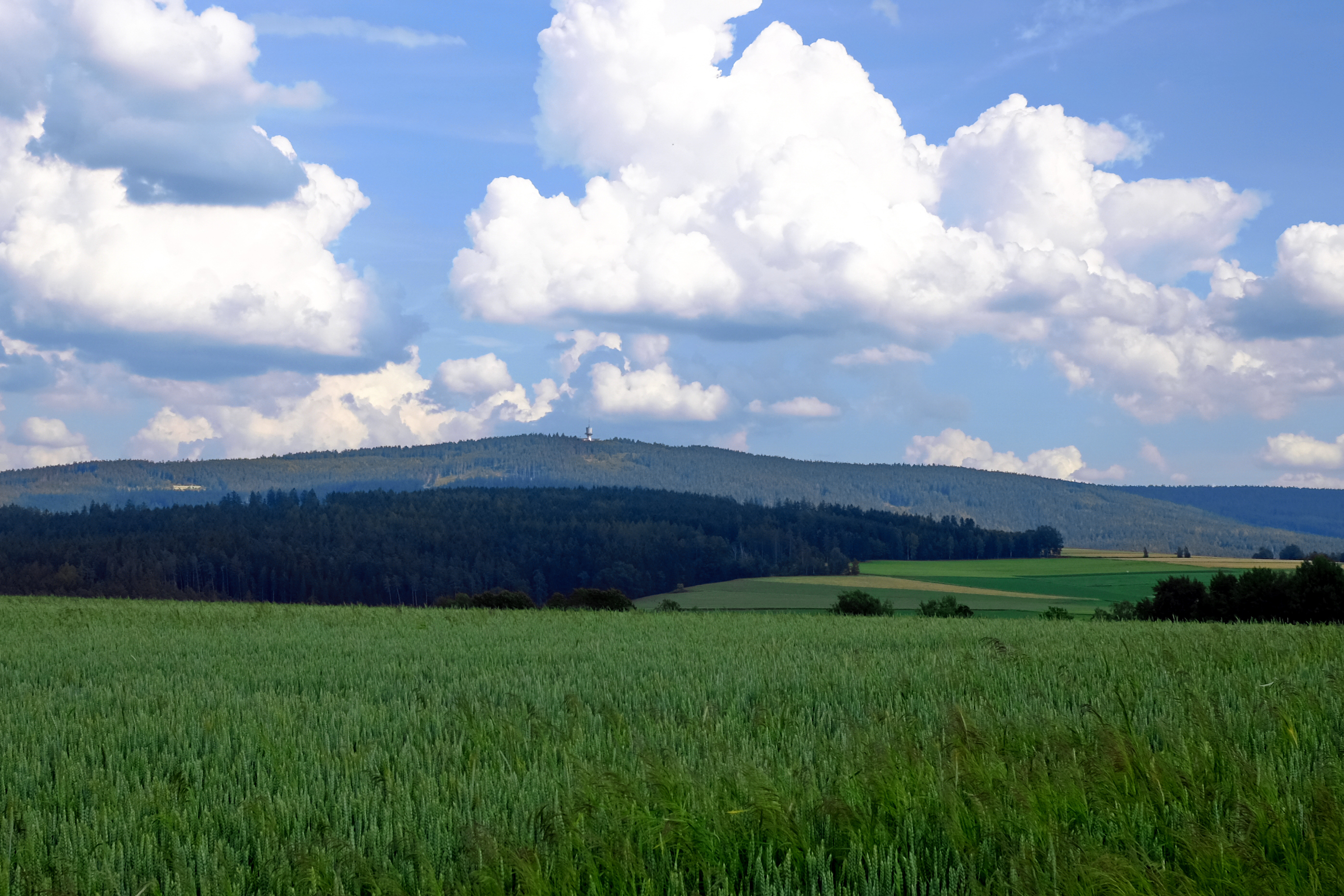
Der Berg Tillen an der deutsch-tschechischen Grenze.

Die Wunderblume auf der Planlohe ist eine Sage aus dem deutsch-tschechischen Grenzgebiet und dem Egerland im Westen Tschechiens.  

## Handlung
Einst gab es um den Berg Tillen Goldgruben. Besonders ergiebig war die Mine in der Planlohe. Da Gold gelang einst in die Hände eines Wüstlings, dessen größte Freude es war, mit dem Geld unschuldige Mädchen zu verführen. Einmal lockte er wieder eines in den Tillenwald und verführte es mit dem Gold. Als das Mädchen nach dem Geschlechtsakt das Hohngelächter des Schändlichen vernahm, verfluchte sie den Wüstling samt den Bergbau des Tillen und stürzte sich in einen der Minenschächte. Seither wächst und blüht beizeiten auf der Planlohe eine wunderschöne Blume. Findet sie ein unschuldiges Mädchen, wird sie in dessen Hand zu Gold.

## Rezeption
Die Sage findet sich in mehreren Werken zur sudetendeutschen und west-tschechischen Sagenwelt. Rezipiert wurde sie etwa in der Zeitschrift Der Egerländer und bei Thilde Hopper-Hoyer, die sie in ihrer Sagensammlung Egerländer Sagenkranz auflistet, die sie 1958 veröffentlichte, als Erinnerung an ihre verlorene Heimat des Egerlandes; aus der sie 1945/1946 vertrieben worden war.